# 紙電池
紙電池是一種片狀纖維素所製成的電池，由于和片状纤维素和纸相似，故得名。
它的製造方法是在片狀纖維素上面填滿了排列整齊的碳奈米管。碳奈米管是作為電極，用以導電。它的功用既像鋰離子電池，又像超級電容器。相較於一般傳統電池，它能提供一個長期，穩定的功率輸出，並像超級電容器一樣能快速放出高能量。一般傳統電池是將數個單獨的組件組合起來，然而紙電池卻是將所有的電池組件集合在一個單一的結構內，使之更加有效能。
除了非常薄之外，纸电池还是柔软的和环保的，可以集成到各种产品中。纸电池的运作类似于传统的化学电池，重要的区别在于它们无腐蚀性并且不需要大量外壳。 
1. ↑  .   [2021-10-05]. （原始内容存档于2017-05-03）.